# Noebana (plaats)
Noebana is een bestuurslaag in het regentschap Timor Tengah Selatan van de provincie Oost-Nusa Tenggara, Indonesië. Noebana telt 1234 inwoners (volkstelling 2010).